# Cliff 'em All
Cliff 'em All är en konsertfilm av Metallica, tillägnad den då nyligen avlidne basisten Cliff Burton. Filmen innehåller livegig där Burton är med och spelar från olika platser. Filmen innehåller enbart bootlegs. Titeln är en anspelning på Metallicas första album Kill 'em All och filmen utgör också på sätt och vis Metallicas första musikvideor då gruppen inte tidigare givit ut några sådana.

## Låtar i filmen
- Creeping Death (Hetfield/Ulrich/Burton/Hammett)
- Am I Evil? (Tatler/Harris)
- Damage, Inc. (Hetfield/Ulrich/Burton/Hammett)
- Master of Puppets (Hetfield/Ulrich/Burton/Hammett)
- Whiplash (Hetfield/Ulrich)
- The Four Horsemen (Hetfield/Ulrich/Mustaine)
- Fade to Black (Hetfield/Ulrich/Burton/Hammett)
- Seek and Destroy (Hetfield/Ulrich)
- Welcome Home (Sanitarium) (Hetfield/Ulrich/Hammett)
- For Whom the Bell Tolls (Hetfield/Ulrich/Hammett)
- No Remorse (Hetfield/Ulrich)
- Metal Militia (Hetfield/Ulrich/Hammett)